# Holländisches Pflanzenaquarium

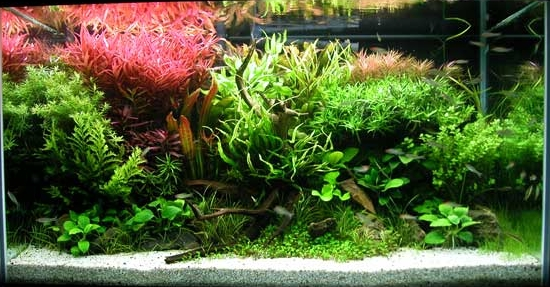
Holländisches Pflanzenaquarium

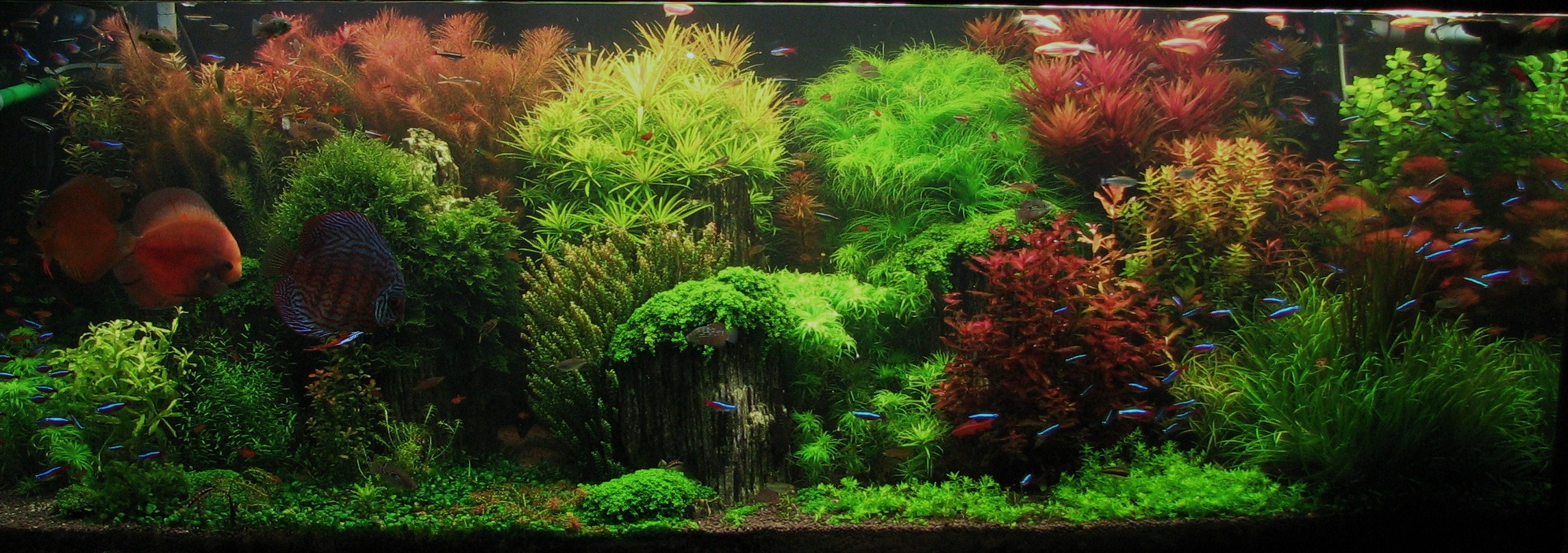
Holländisches Pflanzenaquarium mit Diskusfischen und Roten Neons

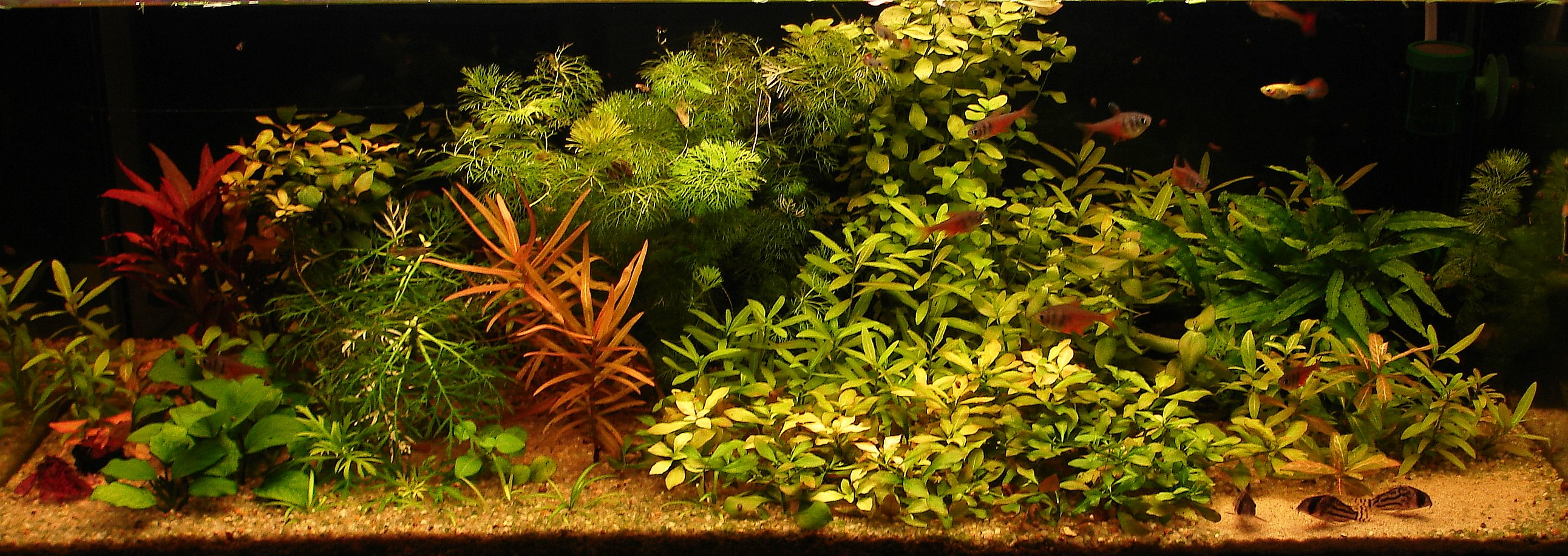
Holländisches Pflanzenaquarium

Das Holländische Pflanzenaquarium ist ein bestimmter Typ des Süßwasseraquariums, bei dem Pflanzen eine größere Rolle spielen als die im Aquarium gepflegten Fischarten. Gelegentlich wird auf den Einsatz von Fischen sogar gänzlich verzichtet. Ausgehend von den Niederlanden wurden die Holländischen Pflanzenaquarien in den 1960er Jahren weltweit populär. Bis zu diesem Zeitpunkt konzentrierte sich die Aquaristik zunächst auf die Haltung von Fischen im Aquarium, wobei Pflanzen eine eher untergeordnete Rolle einnahmen.
Das typische Holländische Pflanzenaquarium der 1960er und 1970er Jahre war seitlich mit Holz verkleidet, wodurch sich das Aquarium harmonisch in die Wohnung einfügte. Beim Holländischen Pflanzenaquarium werden die Pflanzen einem Gartenbeet vergleichbar eingepflanzt. Es werden grundsätzlich nur wenige Arten verwendet, diese aber in großen Gruppen eingesetzt. Oft wird die Artenzahl auf eine Art pro 10 Zentimeter Aquarienlänge beschränkt. Zu den häufig verwendeten Pflanzen gehören Bachburgel, Cognakpflanze, Mooskugeln, Javafarn und Tausendblattarten. Pflanzen mit ähnlicher Wuchsform und Farbe sollen dabei nicht nebeneinander stehen. Charakteristisch für das Holländische Pflanzenaquarium ist auch die sogenannte Pflanzenstraße, bei der langsamwüchsige Pflanzen der Größe nach geordnet halbschräg im Aquarium eingepflanzt werden. Durch diese Pflanzweise entsteht der Eindruck größerer Tiefe. Mit aquarientauglichen Dekorationsmaterialien wie etwa Moorkienwurzeln werden optische Höhepunkte geschaffen. Wegen des dichten Pflanzenwuchses ist ein Holländisches Pflanzenaquarium generell auf eine Kohlenstoffdioxid-Düngung angewiesen.
Der Gestaltung von Pflanzenaquarien im „Holländischen Stil“ liegt oft das Prinzip des Goldenen Schnittes (sectio aurea) zugrunde. Dabei werden besonders dekorative Einzelpflanzen, sogenannte „Solitäre“, nach den Regeln der sectio aurea an entsprechende wirkungsvolle Standorte gepflanzt. Die Scheiben werden durch Dekoration oder Bepflanzung möglichst verborgen – abgesehen von einer Stelle an der Rückwand, die den Blick in eine imaginäre Tiefe bewirkt.
Im Gegensatz zum sogenannten Naturaquarium wird in einem Holländischen Pflanzenaquarium eine größere Anzahl unterschiedlicher Pflanzenarten gepflegt und bei nebeneinander stehenden Pflanzen Wert auf möglichst unterschiedliches Aussehen gelegt. Auch Kombinationen der verschiedenen Aquarientypen sind anzutreffen.